# 穆萨克尔县

所在位置

穆萨克尔县(普什图语: موسا خیل )，为巴基斯坦俾路支省北部的一个县。总人口约193456（2005年估计）。主要居民为普什图族。县治位于Musa Khel Bazar。

## 行政区划
穆萨克尔县分为2个乡。